# 蒙茅斯战役
蒙茅斯战役（英語：Battle of Monmouth），1778年6月28日，在美国独立战争期间，乔治·华盛顿将军指挥的北美大陆军与亨利·克林顿爵士将军指挥的英军在今天新泽西蒙茅斯縣发生的一场战役。

## 背景
1778年是美国独立战争爆发后的第四年，在这年的3月，美法联盟正式形成。法国国王路易十六准备派法军赴北美参战，北美战场上的力量对比开始转变。英国不但要顾及北美大陆，还要考虑西印度群岛和其他殖民地的安全，已经力不从心。
1778年4月，威廉·豪将军辞去北美英军总司令一职。豪的接任者亨利·克林顿将军考虑到纽约可能会受到来自法国海军的压力，为了将防守兵力集中到纽约，亨利·克林顿将军于1778年6月18日放弃了费城，率一万多英军由陆路向纽约转移。华盛顿得知这个消息后立刻召集军事会议，提出在适当的地点拦截英军。此时的华盛顿统帅的大陆军，已经从1777年的一连串挫败以及福吉谷严冬的这一最艰难的困境中恢复了元气，华盛顿很希望利用这个有利时机，一举歼灭撤退的英军。经过在福吉谷一个冬天的训练，大陆军的水平也已今非昔比，华盛顿也很想检验一下这支军队新的战斗力。可是，当他说出自己的打算时，除了斯图本、格林、拉法耶特这几个少数军官支持以外，大多数军官则都持慎重态度，其中最表示反对是查尔斯·李將軍。因为在李的眼里，在迄今为止的战役中，克林顿几乎没有输过一场战役，而华盛顿则是败绩多于胜利，华盛顿不是克林顿的对手。
最后华盛顿做了个折中的决定：大陆军先尾随英军几天，看到有利战机再行动。只打英军的殿后部队，不与主力正面交锋。

## 战斗经过
6月25日大陆军得到情报，英军移动到了新泽西蒙茅斯，但是队形松散，队伍绵延数公里之长。华盛顿计划于28日向英军发起攻击，考虑到这些军官中，查尔斯·李的军衔最高，经验也丰富，华盛顿最初计划让他率领4000人的军队打前锋，自己则率6000人军队随后增援。然而查尔斯·李认为这太冒险，于是华盛顿转而将这个任务交给了拉法耶特。可查尔斯·李又认为拉法耶特是个毛孩子，不放心他，还是要求领兵，于是华盛顿又增兵1000人，让查尔斯·李与拉法耶特一道统帅前锋部队，查尔斯·李为主将，拉法耶特为副将。
1778年6月26日和27日的蒙茅斯地区天气，是历年以来罕见的高温天，气温高达40°。双方有很多人不是被枪弹击倒，而是被酷热击倒。好在大陆军没有像样的制服，可以“赤膊上阵”，而英军则身着厚厚的羊毛制军服，且还背着行囊。就在这样高温酷暑的天气下，战斗打响了。
27日凌晨，大陆军开始进攻。克林顿非等闲之辈，他似乎早就料到这一手，不但把最强的兵力留在最后，还和康沃利斯将军一起，亲自断后。大陆军起初打得很不错。可是没多久，李莫名其妙地命令撤退。大陆军一下子乱了阵脚。拉法耶特一看不妙，赶紧派人火速给华盛顿报信，同时尽量组织有秩序的撤退。克林顿反守为攻，紧追不舍，形势越来越危急。

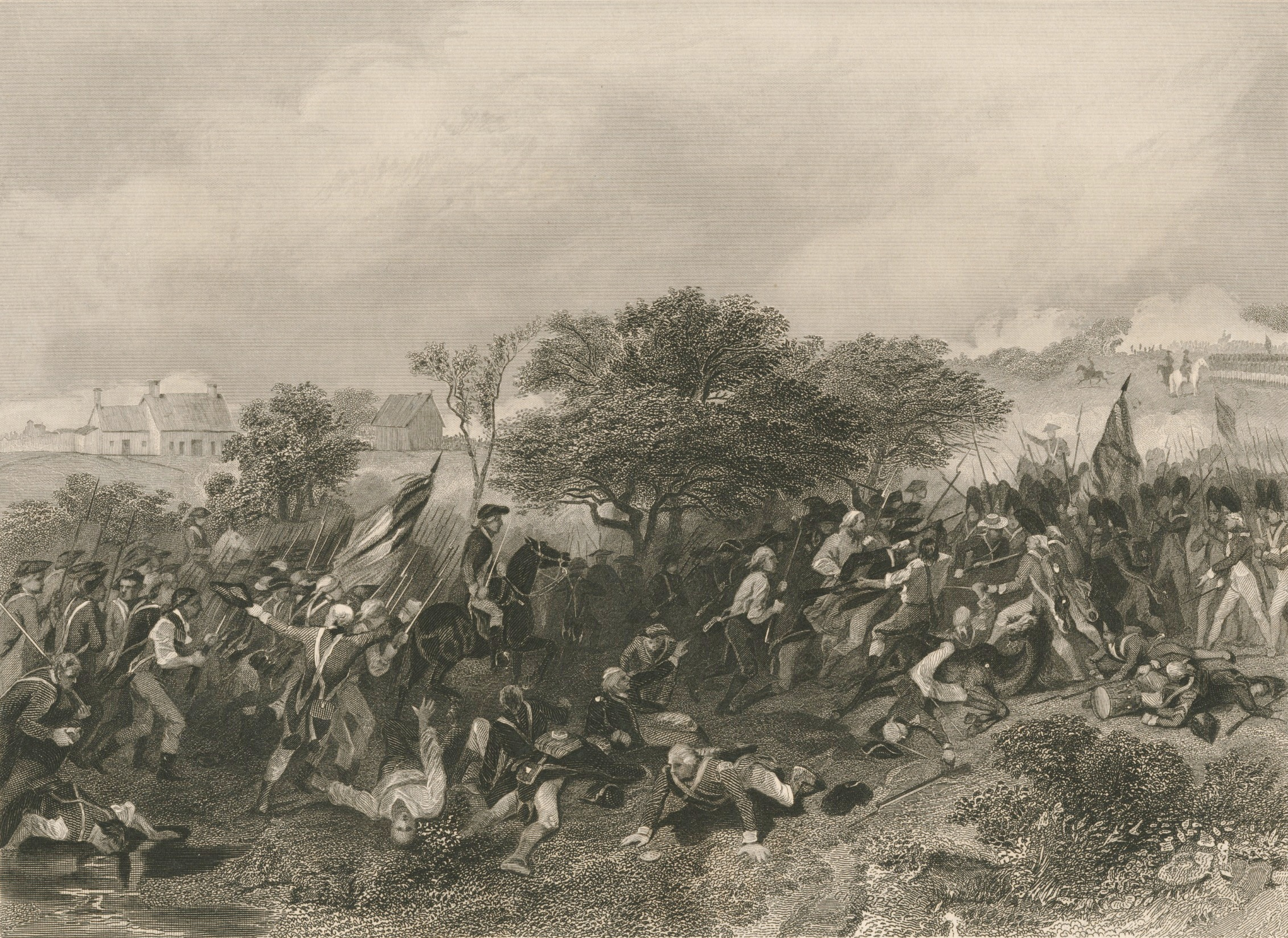
蒙茅斯战役

此时，华盛顿正与格林将军和威廉·亚历山大将军率部赶往前线，他还以为大陆军正在进攻，忽然收到拉法耶特的关于军队溃败的报告。华盛顿急忙赶到了前线。看见正往回跑的战士，接着，李也出现了。 华盛顿冲到李面前，问到底是怎么回事？ 他结结巴巴地说：“你这些战士根本不是英军的对手。”华盛顿勃然大怒，当即撤换了李。接着华盛顿命令各位将军带本部人马稳住阵脚，准备战斗。 两年前，在紐約及新澤西戰役中，华盛顿也是这样企图阻止潮水般溃退的败兵，可当时兵败如山倒的大陆军士兵们没人理会他这个总司令。然而今天的大陆军完全不一样了。正在奔逃的战士们一看到华盛顿的身影，立刻停下了脚步，欢呼着聚到他身边。华盛顿说：“听我命令！列好队形！孩子们，今天就是你们以后告诉你们的儿子、你们的孙子那 一天！今天属于我们！”在华盛顿的亲自指挥下，大陆军迅速占据有利地形，摆好了架势。随后英军的追兵赶到了。双方枪炮齐鸣，开始了激烈的交锋。华盛顿骑在马上，来回奔走，指挥着战斗，也鼓舞着士气。 一颗炮弹在离他不远处爆炸，溅得他浑身是土，他就像没看见一样。这次战斗中斯图本的训练成果尽显，大陆军始终占据着主动。威廉·亚历山大将军、格林将军、安东尼·韦恩将军也都相继率部投入战斗，大陆军在英军最强大的攻势面前不但立住了脚跟，还步步推进，最后，双方展开了白刃战。在烈日炎炎下，战斗进行到下午6点才结束。当晚双方在战场上露营，华盛顿打算在第二天天亮后再发起攻击。然而，第二天一大早，大陆军发现英军阵地只剩下一座空营。原来，克林顿趁着夜色悄悄撤往新泽西海岸，放弃了陆路行军，改为乘船从水路回到了纽约。

## 战役结束后

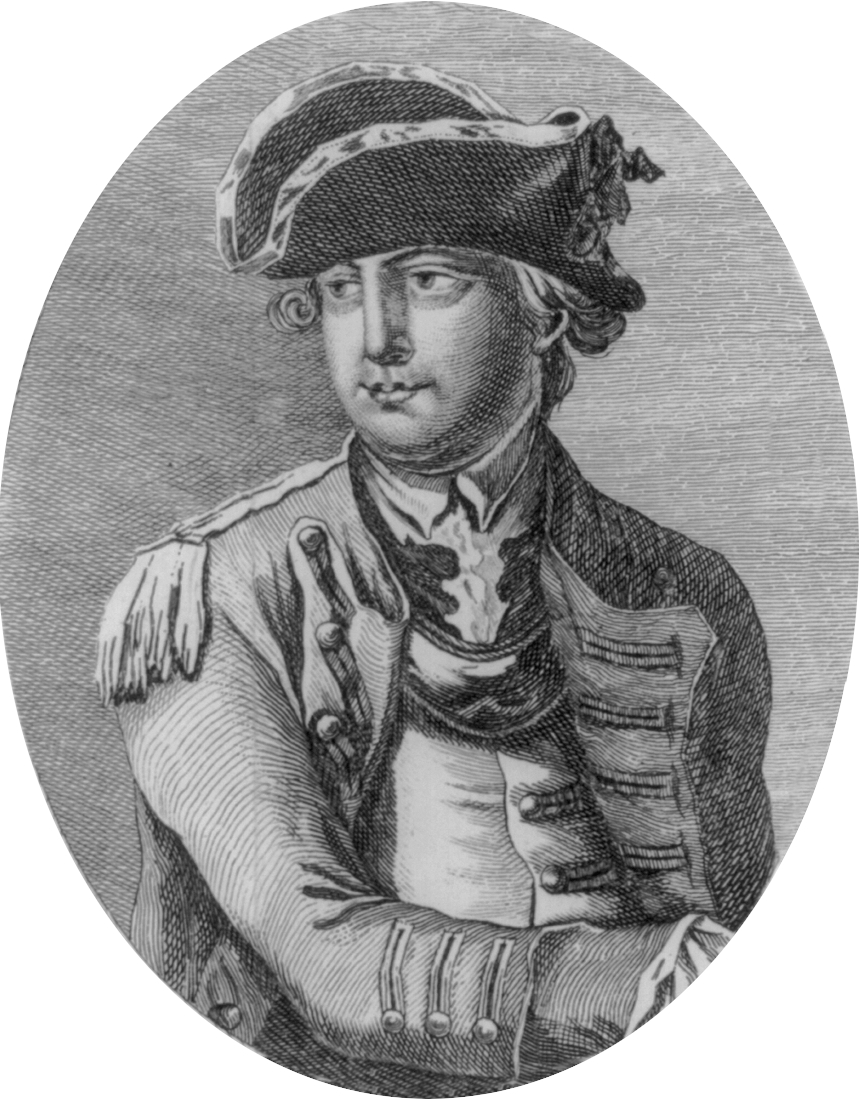
查尔斯·李将军（1732-1782）

此役是美国独立战争期间在北方的最后一次大战，此后三年中，大陆军掌握了主动。英军则收缩于纽约。从战略上讲，这次战役大陆军虽然丧失了一次重创甚至全歼英军的极好机会。但这是经过福吉谷冬训后大陆军的第一次亮相，这次战役中大陆军的出色表现，证明了这支军队再也不是“菜鸟”了，可以与当时世界上最强大的军队一比高下。亨利·克林顿之所以连夜撤走，这也是他看到了如今的大陆军已经不同以往，英军的优势已经不再凸显。
由于查尔斯·李临阵脱逃，战役结束后，他被送交军事法庭，但他最后并没有受以极刑，而仅仅是被撤了职，被“禁战”六个月。之后，由于他在报刊上攻击华盛顿和亚历山大·汉密尔顿，激怒了华盛顿的军前助理约翰·劳伦斯，他提出和李进行决斗，在决斗中，劳伦斯一枪击中李的左肋，但没有致命。李终于公开道歉，辞职离开了大陆军。

## 战役紀念

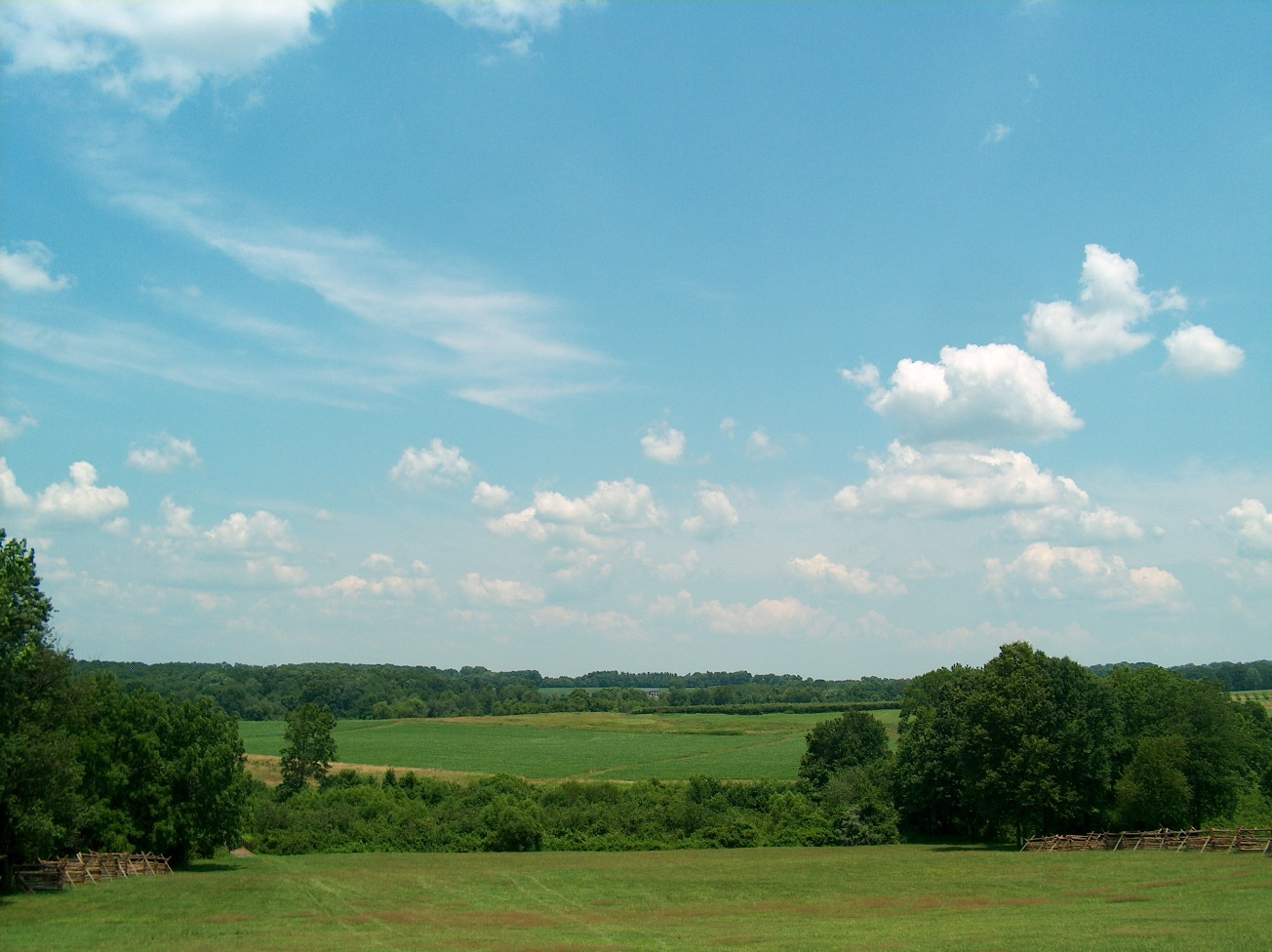
蒙茅斯战役战场旧址
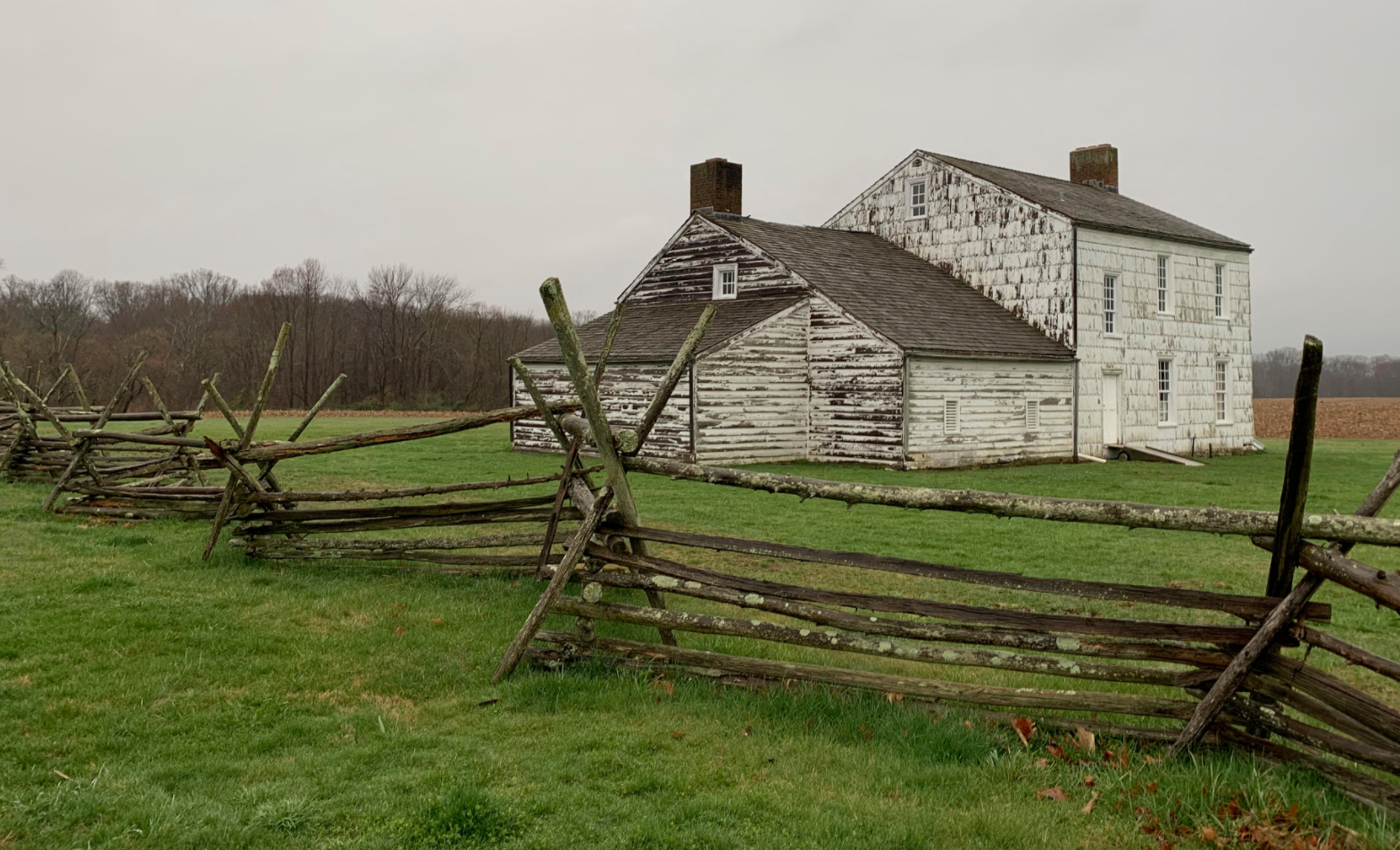
克雷格故居（Craig House）蒙茅斯战役期间用于英军战地医院
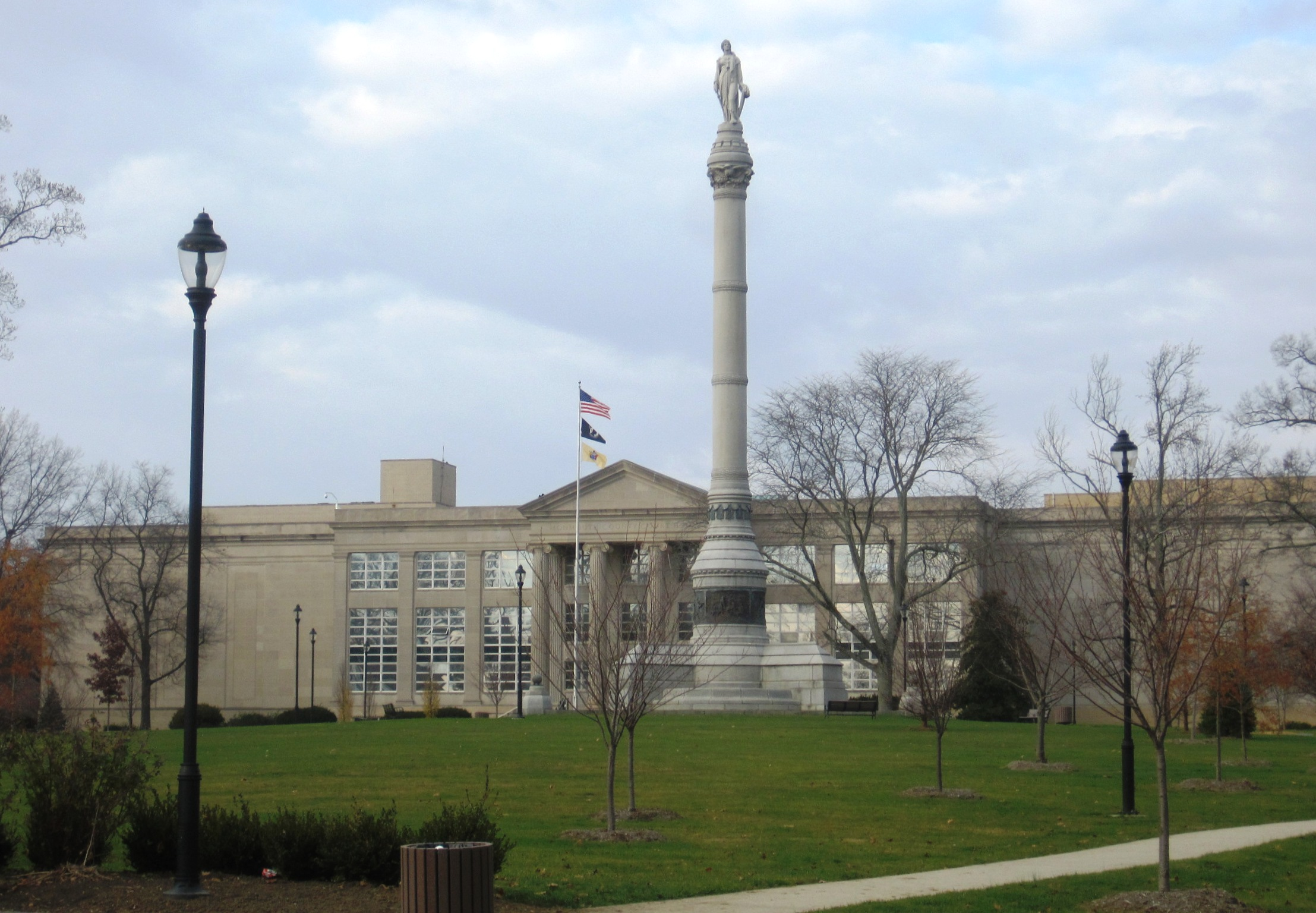
高达27米的蒙茅斯战役纪念碑矗立在蒙茅斯县法院前